# Hoàng Văn Nam
Hoàng Văn Nam (ur. 4 lipca 1994) – wietnamski zapaśnik walczący w stylu wolnym. Triumfator igrzysk Azji Południowo-Wschodniej w 2021. Srebrny medalista mistrzostw Azji Południowo-Wschodniej w 2025 roku.